# Tennessee Rose
«Tennessee Rose» — песня, выпущенная американской певицей Эммилу Харрис в 1981 году. Произведение написано автором песен Карен Брукс совместно с музыкантом Хэнком Девито и посвящено известной супружеской паре кантри-исполнителей — Джун Картер и Джонни Кэшу.
Композиция сперва появилась в очередном альбоме Харрис, Cimarron, а затем вышла в формате сингла, который достиг Топ-10 американского чарта Hot Country Songs и канадского Country 50 Singles. Став одним из наиболее известных на тот момент сочинений Брукс, номер также принёс ей и Девито награды BMI Country Awards и ASCAP Country Awards соответственно — как авторам одной из самых ротируемых кантри-песен 1982 года.

## История
Композицию «Tennessee Rose» вместе со стил-гитаристом Хэнком Девито написала автор песен Карен Брукс. За несколько лет до этого выросшая в Далласе и набравшаяся творческого опыта на музыкальной сцене Остина сочинительница решила развивать свою карьеру в Нэшвилле. Переехав в столицу кантри, она обосновалась в доме певицы Карлин Картер и в результате познакомилась с матерью и отчимом исполнительницы — знаменитой супружеской парой кантри-артистов Джун Картер и Джонни Кэшем. Их сильная любовь друг к другу и вдохновила Брукс на создание произведения. «Я посвятила им „Tennessee Rose“ из-за того, насколько прекрасны их отношения. Строки „It’s a sweet dream that keeps me close to you / And it’s a sad thing, when we’re apart, I’m blue“ как раз про них. Джун так сильно к нему привязана; и она мировая мать. Я её просто обожаю», — объясняла Брукс.
Хотя песня являлась совсем новой, в прочтении Харрис она получила старомодное и ностальгическое звучание, перекликаясь по стилю с материалом из выпущенных ранее пуристских альбомов певицы (дисков Blue Kentucky Girl, Light of the Stable и Roses in the Snow). На записи голос солистки дополнили вокальные гармонии сестёр Уайт и Рики Скэггса, сыгравшего также на фиддле. Трек был спродюсирован мужем Харрис, Брайаном Ахерном, и представлен на её очередном лонгплее, Cimarron (1981). Под конец года номер появился и в формате сингла с песней «Mama Help» на обратной стороне, достигнув Топ-10 американского чарта Hot Country Songs и канадского Country 50 Singles. В итоге «Tennessee Rose», наряду с хитом Розанны Кэш «Couldn’t Do Nothing Right», стала одной из наиболее известных в то время композиций, написанных Брукс. Вдобавок номер принёс ей и Девито, как авторам одной из самых ротируемых кантри-песен 1982 года, награды BMI Country Awards и ASCAP Country Awards соответственно. В том же 1982 году вышел дебютный альбом Брукс как певицы — записанный под началом Ахерна и при участии Харрис.

## Оценки и трактовки
Редакторы журнала Billboard описали «Tennessee Rose» как молитвенную композицию в стиле кантри, в которой чистый и искренний вокал Харрис прекрасно сочетается с «медленно бредущей» аранжировкой, тогда как фиддл добавляет ей немного энергии и позитива. Обозреватели издания Cash Box в заметке о сингле констатировал, что приятный традиционалистский подход певицы к музыке кантри опять выгодно выделяется на фоне множества разбавленных кроссовер-продуктов из Нэшвилла, чему способствует также шикарная работа педал-стил-гитариста и фиддлера. В свою очередь рецензент газеты The Hartford Courant Чарльз Макколлум, разочарованный диском Cimarron в целом, назвал песню в числе нескольких положительных моментов на лонгплее, особо выделив её сходство с пуристскими работами Харрис, превосходную игру на фиддле Рики Скэггса и вокальные гармонии Шэрон и Шерил Уайт. Критик журнала Country Music Эндрю Фрэнсис, рассуждая о порой излишне мрачной эстетике альбома, отметил, что данная композиция о разлуке с возлюбленным могла бы звучать куда более опустошающе, но «впечатляющий певческий стиль» Харрис в итоге спасает номер. Вместе с тем редактор газеты The Indianapolis Star Джилл Уоррен сочла трек «восхитительно романтичным произведением» о влюблённых, которые находясь порознь, лелеют редкие мгновения, проведённые вместе. При этом из уст Харрис текст песни, по мнению Уоррен, можно воспринимать как обращение к преданным поклонникам:
Take this love I am giving
For it’s truly the lasting kind
The gift I hold is believing

That you will always be mine.
В то же время журналиста газеты The Capital Times Уолда Тротта смутил тот факт, что певица не стала переделывать лирику «Tennessee Rose», хотя слова композиции, по мнению рецензента, написаны от имени мужчины. Однако в целом, согласно Уолду, солистка, Скэггс и сёстры Уайт представили песню в достойном свете. Между тем обозреватель портала AllMusic Уильям Рульман назвал трек одним из двух самых достопамятных на пластинке Cimarron, наряду с «Born to Run». Аналогично в числе наиболее примечательных/лучших номеров на диске песню перечислили кантри-колумнист издания The Wichita Eagle & Beacon Дюк Раш и его коллега из The Cincinnati Enquirer / Chicago Tribune Джек Хёрст, попутно выделив пение Уайтов и вокально-инструментальную работу Скэггса. Рецензент The Atlanta Journal-Constitution Билл Кинг однако счёл композицию «сомнительным выбором» для альбома. Редактор же австралийской газеты The Age Майк Дэйли заключил, что несмотря на добротные партии фиддла и педал-стила, «Tennesse Rose» завершает лонгплей на неубедительной ноте. Наконец журнал American Songwriter в 2023 году рассмотрел произведение в собственном списке из пяти сентиментальных песен о штате Теннесси. Поясняя свой выбор, журналистка Тина Бенитес-Эвес в аннотации к треку описала его среди прочего как пленительную оду о любви и прекрасном штате. В том же году кантри-портал Holler включил дорожку в составленный им плейлист из 50 лучших кантри-песен о Теннесси.

## Позиции в чартах
Еженедельные чарты
| Чарт (1982)                            | Высшая позиция | Прим.  |
| -------------------------------------- | -------------- | ------ |
| США, Billboard, Hot Country Songs      | 9              | [ 21 ] |
| США, Cash Box, Top 100 Country Singles | 5              | [ 22 ] |
| США, Record World, Country Singles     | 6              | [ 23 ] |
| США, Radio & Records, Country Airplay  | 5              | [ 24 ] |
| Канада, RPM, Country 50 Singles        | 5              | [ 25 ] |

Ежегодные чарты
| Чарт (1982)                                 | Позиция | Прим.  |
| ------------------------------------------- | ------- | ------ |
| США, Radio & Records, Country Top 82 of '82 | 37      | [ 26 ] |
| Канада, RPM, Top 100 Country Singles '82    | 53      | [ 27 ] |

## Награды
BMI Country Awards
Награда компании BMI авторам наиболее ротируемых кантри-песен года (в период с 1 апреля 1982-го по 31 марта 1983-го).
| Год  | Категория               | Номинант    | Итог   | Прим.  |
| ---- | ----------------------- | ----------- | ------ | ------ |
| 1983 | Citation of Achievement | Карен Брукс | Победа | [ 28 ] |

ASCAP Country Awards
Награда компании ASCAP авторам наиболее ротируемых кантри-песен года (в период с 1 января по 31 декабря 1982-го).
| Год  | Категория                    | Номинант    | Итог   | Прим.  |
| ---- | ---------------------------- | ----------- | ------ | ------ |
| 1983 | Most Performed Country Songs | Хэнк Девито | Победа | [ 29 ] |

## Музыканты на записи
- Соло-гитара — Фрэнк Рекард
- Фиддлы — Рики Скэггс
- Педал-стил — Хэнк Девито
- Электрическая ритм-гитара — Брайан Ахерн
- Фортепиано — Тони Браун
- Акустические гитары — Родни Кроуэлл, Эммилу Харрис, Брайан Ахерн
- Бас — Майк Бауден
- Ударные — Джон Уэйр
- Гармонии — Рики Скэггс, Шэрон и Шерил Уайт